# 文星街道
文星街道（ぶんせいかいどう）は、中華人民共和国湖南省岳陽市湘陰県の街道。

## 行政区画
- 江東社区
- 三井頭社区
- 先鋒社区
- 烏竜社区
- 高嶺社区
- 東湖社区
- 金湖社区
- 望浜社区
- 長嶺社区
- 瓦窯湾社区
- 宗棠社区
- 浜江社区
- 三峰社区
- 白沙社区
- 栗塘社区
- 東山社区
- 旭東社区
- 楊家山社区
- 石牛社区
- 双橋社区
- 大沖社区
- 南泉社区

## 歴史
1949年、城関区を設置。1951年、城関鎮と改編。1958年、八一公社と改編。1961年、城関鎮と改編。1995年、文星鎮と改称。2019年、文星街道と改編。

## 地理
文星街道は湘陰県東部に位置し、北は東塘鎮・三塘鎮と、東は白水鎮と、西は鶴龍湖鎮と、南は玉華鎮・静河鎮とそれぞれ接している。
- 河川：湘江
- 湖泊：東湖

## 教育
- 左宗棠中学
- 湘陰学校
- 城関中学
- 文星中学
- 湖浜学校
- 黄金学校
- 長嶺学校
- 湘陰県第一中学
- 湘陰県第一職業中等専業学校

## 医院
- 湘陰県人民医院
- 湘陰県中医院

## 交通

### 道路
- G0421許広高速公路[1]
- 国道G240

## 観光
- 望浜公園
- 東湖公園
- 洋沙湖旅游度假区
- 湘陰文廟
- 南泉寺
- 文星塔
- 左宗棠文化園

## ギャラリー
- 文星塔
- 左宗棠文化園の左宗棠彫像
- 湘陰文廟の大成門
- 南泉寺の大雄宝殿